# Heriades cressoni
Heriades cressoni är en biart som beskrevs av Michener 1938. Heriades cressoni ingår i släktet väggbin, och familjen buksamlarbin. Inga underarter finns listade i Catalogue of Life.